# أدالبرت فون هانشتاين
أدالبرت فون هانشتاين
لودفيج أدالبرت فون هانشتاين Ludwig Adalbert von Hanstein (ولد في 29 نوفمبر 1861 في برلين – ومات في 11 أكتوبر 1904 في هانوفر) شاعر وكاتب ألماني ومدرس مساعد خاصا في الكلية التقنية في هانوفر. ويعد من المنتمين إلى دائرة شعراء فريدريشسهاجن.
أبوه هو يوهانس فون هانشتاين مستشار حكومي سري في المملكة البروسية وأستاذ لعلم النبات في جامعة بون, وأمه هيلينه إيرنبرج. تزوج في 23 مارس 1893 في بريلن فاندا هاجن. أخوه أوتفريد فون هانشتاين وابنه فولفرام فون هانشتاين كانوا كتابا.

## من أعماله
- كيف نشأت قصة شيلر مبصر الأرواح 1903
- إبسن مثاليا (مقالات حول مسرحيات هنريك إبسن 1897)
- أغاني البشر (قصائد 1904)
- جرهارت هاوبتمان 1898